# Двуреченський В'ячеслав Олександрович
В'ячеслав Олександрович Двуреченський (рос. Вячеслав Александрович Двуреченский; 8 червня 1950, Ленінське, Єврейська АО, РРФСР — 11 червня 2015, Липецьк) — радянський футболіст. Воротар. Грав за команди «Металург» (Липецьк), «Карпати» (Львів), «Кузбас» (Кемерово) та «Металіст» (Харків).

## Біографія
Народився у селі Ленінське. Батько родом із села Головщино Грязинського району Липецької області, учасник війни з Японією 1945 року, служив на Далекому Сході. У 1953 році родина переїхала до Липецька. Батько у 1950-ті роки грав захисником у команді «Металург» заводу «Вільний сокіл». В'ячеслав Дворіченський почав займатися на позиції воротаря у дитячій районній команді, тренер Микола Володимирович Ма. У 1966 був запрошений до групи підготовки при команді майстрів «Металург». У 1969 році в 18 років опинився в команді класу «Б» «Ельта», але не зіграв жодної гри.
Повернувся до сокольської команди, восени 1970 року ненадовго опинився у липецькому «Металургу». Військову службу проходив у 1971—1972 роках у «Спартаку» Казинка. 1973 почав у «Металургу», перед другим колом перейшов у «Зірку» Кіровоград з другої ліги. Після матчу у складі збірної УРСР проти «Динамо» Київ (1:3) перейшов до львівських «Карпат». У травні 1974 року провів три гри у чемпіонаті СРСР, у яких пропустив п'ять м'ячів. У третій грі — проти «Зорі» (0:2) — отримав травму і за основний склад більше не грав. 1976 року перейшов у «Кристал» Херсон, наступного року слідом за головним тренером Євгеном Лемешком перейшов до іншого клубу другої ліги харківського «Металіста». 1978 року клуб піднявся у першу лігу. На початку 1979 року Двуреченський після кубкового матчу вступив у конфлікт із одним із керівників федерації футболу СРСР і був дискваліфікований довічно. Працював на Харківському тракторному заводі змінним майстром. Після заступництва Лева Яшина дискваліфікацію було знято. Грав за «Металург» Запоріжжя (1980—1981) та «Кузбас» Кемерово (1982—1984).
Переможець зональних турнірів другої ліги (1978, 1982). Чемпіон УРСР (1978). Володар Кубка УРСР (1973). Входить у список 22-х найкращих футболістів УРСР (1977, 1978, друга ліга).
Працював тренером-селекціонером, на «Вільному соколі», займався бізнесом.
Помер 11 червня 2015 року у віці 65 років.